# Gara Progresul
Gara București Progresul este o gară  din București. Circulația a fost redeschisă la 1 iunie 2024, după finalizarea noului pod.
Gara Progresul a fost inaugurată pe 19 noiembrie 1960. Inițial, pe locul ei a fost o haltă, înființată în anul 1953 pe linia dinspre Filaret către Giurgiu. Trecerea de la haltă la gară s-a desfășurat între anii 1954-1958, păstrând până astăzi cele patru linii în lungime de 949 m.
Singura direcție de plecare din această gară este București-Giurgiu, prima linie de tren din România, inaugurată în octombrie 1869 (Calea ferată București–Giurgiu Nord–Giurgiu). Linia se continuă până în Bulgaria, fiind una din variantele de acces feroviar spre Bulgaria, Grecia sau Turcia, dinspre România, Republica Moldova, Ucraina, Belarus, Rusia, Polonia, sau țările baltice.
Gara deservește partea de sud a capitalei, dar și Comuna Jilava, Ilfov (pe al cărei teritoriu administrativ se află), în locul fostei Gări Filaret. Din gară pleacă trenuri spre Giurgiu și București Nord.  
Gara nu funcționat pentru traficul de călători din anul 2006 până în anul 2024, după ce  podul de cale ferată peste râul Argeș de la Grădiștea s-a prăbușit la 13 august 2005 din cauza inundațiilor. Traficul feroviar spre Giurgiu trecea prin Videle, traseu cu 58 km mai lung. 
La gară se poate ajunge cu tramvaie (7, 25), autobuze (102, 116), iar din comunele suburbane, se poate ajunge cu autobuzul (liniile metropolitane 418, 419, 420, 428, 465) sau microbuzul.